# 欧陽夏丹
欧陽 夏丹（おうよう かたん、1977年7月28日 - ）は、中華人民共和国のニュースキャスター。

## 略歴
1977年7月28日、広西チワン族自治区桂林市七星区生まれ。母親は医師で、姉は公務員。桂林中学卒業。高校二年の時、父親が癌で亡くなる。
1995年に広西チワン族自治区の「全国普通高等学校招生入学考試」で文科首席（「高考状元」）となり、北京広播学院（現在の中国伝媒大学）アナウンス学部に入学し、1999年7月に卒業。卒業後は上海テレビ局ニュース総合チャンネルのニュースキャスターとなった。
2003年8月、中国中央テレビ（中国中央電視台）経済チャンネル（CCTV-2）に転職。
2011年8月8日、同局のメインニュース番組『新聞聯播』のアナウンサーに抜擢された。

## テレビ番組
- 新聞聯播
- 新聞夜線
- 上海早晨
- 第一時間
- 共同関注

## 受賞
2007年、『第一時間』の司会で「金話筒賞」を受賞。
2008年、優れた番組司会者に与えられる「金鷹賞」を受賞。